# ブレンダン・エメット・キグレー
ブレンダン・エメット・キグレー (Brendan Emmett Quigley) は、クロスワードパズル作家。「クロスワード・ヴンダーキント (crossword wunderkind)」と称されてきた。キグレーの作品は、ロサンゼルス・タイムズ・シンジケートやジ・オニオンを通して、『ニューヨーク・タイムズ』 、『ワシントン・ポスト』 、『ウォール・ストリート・ジャーナル』 、『ボストン・グローブ』などの各紙に掲載されてきた。 キグレーは、ドキュメンタリー映画『Wordplay』や、書籍『Crossworld: One Man's Journey into America's Crossword Obsession』に登場している。
2007年のインタビュー記事で、『The Boston Globe Magazine』は、キグレーが「ニューヨーク・タイムズのクロスワードをヒップなものにした (making the New York Times crossword hip)」と述べた

## 経歴
キグレーは、ニューハンプシャー大学在学中に、クロスワードパズルに関心を寄せるようになった。キグレーが最初に『ニューヨーク・タイムズ』紙に提出した作品を買い上げたのは、ウィル・ショーツであった。
キグレーは、影響を受けた人物としてマール・リーグル、フランク・ロンゴ (Frank Longo)、エリザベス・ゴルスキー (Elizabeth Gorski)、パトリック・ベリー (Patrick Berry) らを挙げている。
これまでにキグレーは、アメリカン・クロスワードパズル・トーナメント、ボストン・クロスワードパズル・トーナメント (the Boston Crossword Puzzle Tournament)、ロラパズーラに作品を出品してきた。トーナメント競技者としてのブレンダンは、2001年のアメリカン・クロスワードパズル・トーナメントでE部門 (E Division) 2位、2012年のロラパズーラ5地域部門 (Local Division) 2位に入っている。